# Lyndon (Illinois)
Lyndon es una villa ubicada en el condado de Whiteside en el estado estadounidense de Illinois. En el Censo de 2010 tenía una población de 648 habitantes y una densidad poblacional de 321,59 personas por km².

## Geografía
Lyndon se encuentra ubicada en las coordenadas 41°43′3″N 89°55′26″O / 41.71750, -89.92389. Según la Oficina del Censo de los Estados Unidos, Lyndon tiene una superficie total de 2.02 km², de la cual 2.01 km² corresponden a tierra firme y (0.13%) 0 km² es agua.

## Demografía
Según el censo de 2010, había 648 personas residiendo en Lyndon. La densidad de población era de 321,59 hab./km². De los 648 habitantes, Lyndon estaba compuesto por el 95.83% blancos, el 0.31% eran afroamericanos, el 0.15% eran amerindios, el 0.15% eran asiáticos, el 0% eran isleños del Pacífico, el 0.77% eran de otras razas y el 2.78% pertenecían a dos o más razas. Del total de la población el 2.47% eran hispanos o latinos de cualquier raza.